# Vivaley el Sabino
Vivaley el Sabino är en ort i Mexiko.   Den ligger i kommunen Frontera Comalapa och delstaten Chiapas, i den sydöstra delen av landet, 900 km sydost om huvudstaden Mexico City. Vivaley el Sabino ligger 805 meter över havet och antalet invånare är 135.
Terrängen runt Vivaley el Sabino är varierad. Runt Vivaley el Sabino är det ganska tätbefolkat, med 100 invånare per kvadratkilometer. Närmaste större samhälle är Frontera Comalapa, 5,1 km väster om Vivaley el Sabino. I omgivningarna runt Vivaley el Sabino växer huvudsakligen savannskog.